# WorldCat
WorldCat là một danh mục liên hợp trực tuyến, liệt kê các sưu tập của hàng chục ngàn thư viện ở nhiều quốc gia và vùng lãnh thổ tham gia vào hợp tác xã hội toàn cầu của Trung tâm Thư viện Máy tính Trực tuyến (OCLC, Online Computer Library Center) .
WorldCat do OCLC Online Computer Library Center, Inc. điều hành . Thư viện thành viên thuê bao duy trì cơ sở dữ liệu của WorldCat, tạo ra cơ sở dữ liệu thư mục lớn nhất thế giới. OCLC đảm bảo WorldCat có sẵn miễn phí cho các thư viện, nhưng danh mục này là nền tảng cho các dịch vụ OCLC thuê bao khác (chẳng hạn như chia sẻ tài nguyên và quản lý bộ sưu tập).

## Lịch sử
OCLC thành lập năm 1967 dưới sự lãnh đạo của Fred Kilgour . Cùng năm đó, OCLC bắt đầu phát triển công nghệ danh mục liên hợp mà sau này có thể phát triển thành WorldCat; các hồ sơ đầu tiên được bổ sung vào năm 1971 .
Năm 2003, OCLC bắt đầu chương trình thí điểm "Open WorldCat", tạo ra các bản ghi rút gọn từ một tập hợp con của WorldCat cho các trang web và nhà bán sách đối tác, để tăng khả năng tiếp cận các bộ sưu tập của các thư viện thành viên. Năm 2006, có thể tìm kiếm WorldCat trực tiếp tại trang web của mình. Năm 2007, WorldCat Identities bắt đầu cung cấp trang dành cho 20 triệu "danh tính", chủ yếu là các tác giả và những người là đối tượng của các sách được xuất bản .
Bắt đầu từ năm 2017, OCLC và Internet Archive đã hợp tác để cung cấp hồ sơ sách số hóa của Internet Archive trên WorldCat. Cũng trong năm 2017, WorldCat Search API của OCLC đã được tích hợp vào công cụ trích dẫn của VisualEditor của Wikipedia, cho phép các biên tập viên của Wikipedia trích dẫn các nguồn từ WorldCat một cách dễ dàng.
Tính đến tháng 2 năm 2021, WorldCat chứa hơn 512 triệu bản ghi thư mục bằng 483 ngôn ngữ, đại diện cho hơn 3 tỷ tài sản thư viện vật lý và kỹ thuật số, và tập dữ liệu về người của WorldCat (khai thác từ WorldCat) bao gồm hơn 100 triệu người.